# D.N.A. - Decisamente non adatti
D.N.A. - Decisamente non adatti è un film italiano del 2020 diretto e interpretato da Lillo & Greg.

## Trama
Da piccoli, Ezechiele era il secchione della classe e spesso veniva preso di mira dagli altri ragazzini, soprattutto da Nando, e dagli insegnanti stessi. Trent’anni più tardi le loro vite non sono cambiate: Ezechiele è un professore di biologia d'università che non riesce a farsi rispettare da nessuno: i suoi colleghi di lavoro lo deridono, gli studenti non lo ascoltano minimamente e la sua famiglia non lo considera, escludendolo da ogni vicenda. Nando, detto "Bulldogghe", invece, è il leader di una gang di delinquenti che lavora in nero per una catena di fast food, Mr. Hambù, minacciando i piccoli esercenti per costringerli a lasciare la proprietà cosicché venga occupata, appunto, dalla società.
Un giorno i due si ritrovano per caso, ma Nando, stufo di essere la solita persona maleducata e priva di cultura e buon senso, decide di chiedere ad Ezechiele delle lezioni di galateo. Lo stesso Ezechiele viene spronato dalla sua freddissima moglie a cambiare i suoi modi di fare. Ezechiele, quindi, che ha appena compiuto un importante esperimento sulla tecnica del DNA ricombinante su una cavia da laboratorio ed un uccellino, decide di scambiare alcuni geni del proprio DNA con quelli dell’ignaro Nando. I due iniziano così a vivere due nuove vite: Ezechiele comincia ad essere un rispettato professore, acclamato dagli studenti, riesce a farsi rispettare anche in famiglia ed a soddisfare i piaceri della moglie; Nando, invece, non è più in grado di svolgere il proprio lavoro da "duro" e conosce una ragazza, Elena, che si innamora subito della cultura dell'uomo. Tuttavia gli effetti dell'esperimento sono temporanei e i due tornano alla vita di prima, diventando, però, buoni amici.
Rodomonti, il capo di Nando, viene a conoscenza della possibilità di diffondere i geni di una persona propensa al consumo di cibo spazzatura proprio all'interno dei propri prodotti in modo da indurre la gente a mangiare al "Mr. Hambù", ma, per far ciò, ha bisogno dell'aiuto di Ezechiele, che declina. In cambio di tre milioni di euro, Rodomonti ingaggia Nando per rubare la provetta contenente geni isolati da Ezechiele, per poi uccidere quest'ultimo. Nel frattempo Ezechiele si innamora di Elena mentre Nando di Renata, la moglie coatta dell'amico. 
Nando, che non vuole uccidere il suo nuovo amico, ma l'ha promesso al suo perfido capo, decide di fare l'opposto, ovvero di cercare i geni di una persona propensa al consumo di cibo vegano e salutare, perseguitando per procurarseli il noto chef Karl Kranz, nemico e concorrente diretto della Mr. Hambù e grande sostenitore del cibo salutare. Coinvolti anche Ezechiele ed Elena in questo fatto, i tre riescono a rapire lo chef, prelevandogli i geni necessari. Nando consegna la provetta al suo capo con tanto di finto video in cui spara ad Ezechiele. Nando ed Ezechiele, così, si dividono il malloppo di 3 milioni di euro appena guadagnato.
Il giorno seguente Ezechiele, ormai fidanzato con Elena, e Nando, compagno di Renata (l'ex moglie del suo amico), stanno per partire per Panama, ma al momento dell'imbarco scoprono dell'arresto di Karl Kranz che si rivela essere "Il Buongustaio", un serial killer cannibale ricercato da tempo. Le due coppie, così, capiscono di aver diffuso nel mondo una nuova "epidemia" e decidono di non partire più per l'America centrale.

## Produzione
Si tratta dell’esordio dietro la cinepresa per la coppia Lillo & Greg.

## Distribuzione
L'uscita del film nelle sale cinematografiche italiane fu inizialmente fissata per il 30 aprile 2020. Tuttavia, a seguito della chiusura dei cinema su tutto il territorio nazionale per via della pandemia di COVID-19, la pellicola venne distribuita, sempre dal 30 aprile, sulle piattaforme di streaming online pay TV come Rakuten TV, Infinity TV, Google Play, Chili, TIMvision, Prime Video e Sky. Successivamente, il film è stato distribuito nelle sale il 18 giugno.